# 伊兹密尔升降机

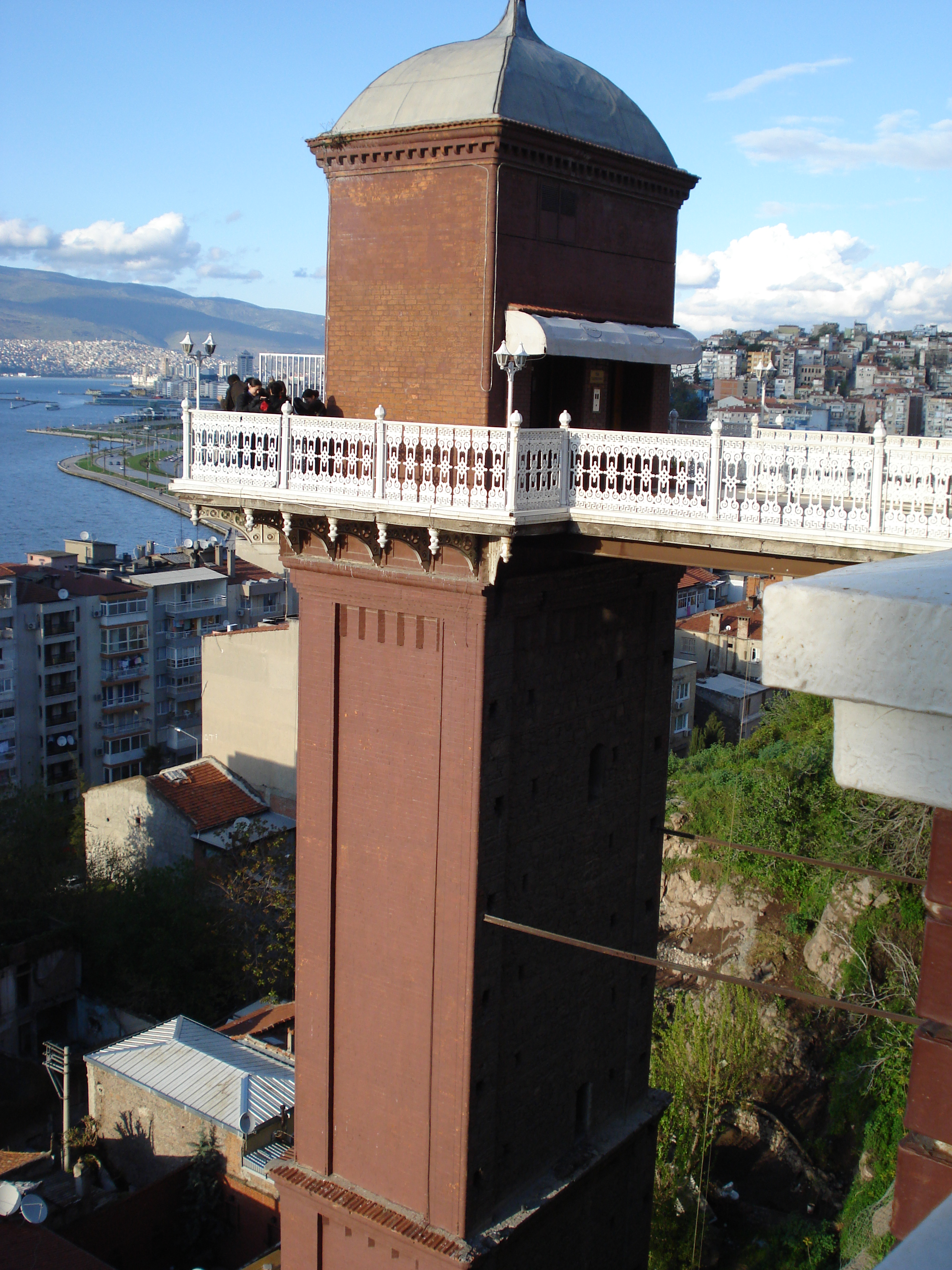
伊兹密尔升降机

伊兹密尔升降机（土耳其语Asansör，源于法语ascenseur）是伊兹密尔官邸区Karataş的一个历史建筑。

## 历史
它建于1907年，为当时一位富裕的犹太银行家和贸易商Nesim Levi Bayraklıoğlu 在陡峭的崖壁上修建的公共设施，连接Karataş狭窄的海岸线与山坡，建筑物内的升降机成为该区的两部分之间人货往来的通道。
通往这座建筑的小街曾被称为升降机街（Asansör Sokağı）。在20世纪40年代，歌手达里奥·莫雷诺在成名之前，曾住在这条街上。现在街道重新命名为达里奥·莫雷诺街。
伊兹密尔升降机最近被修复，成为伊兹密尔的地标之一。
目前，升降机的顶部是伊兹密尔最有名的餐馆之一。

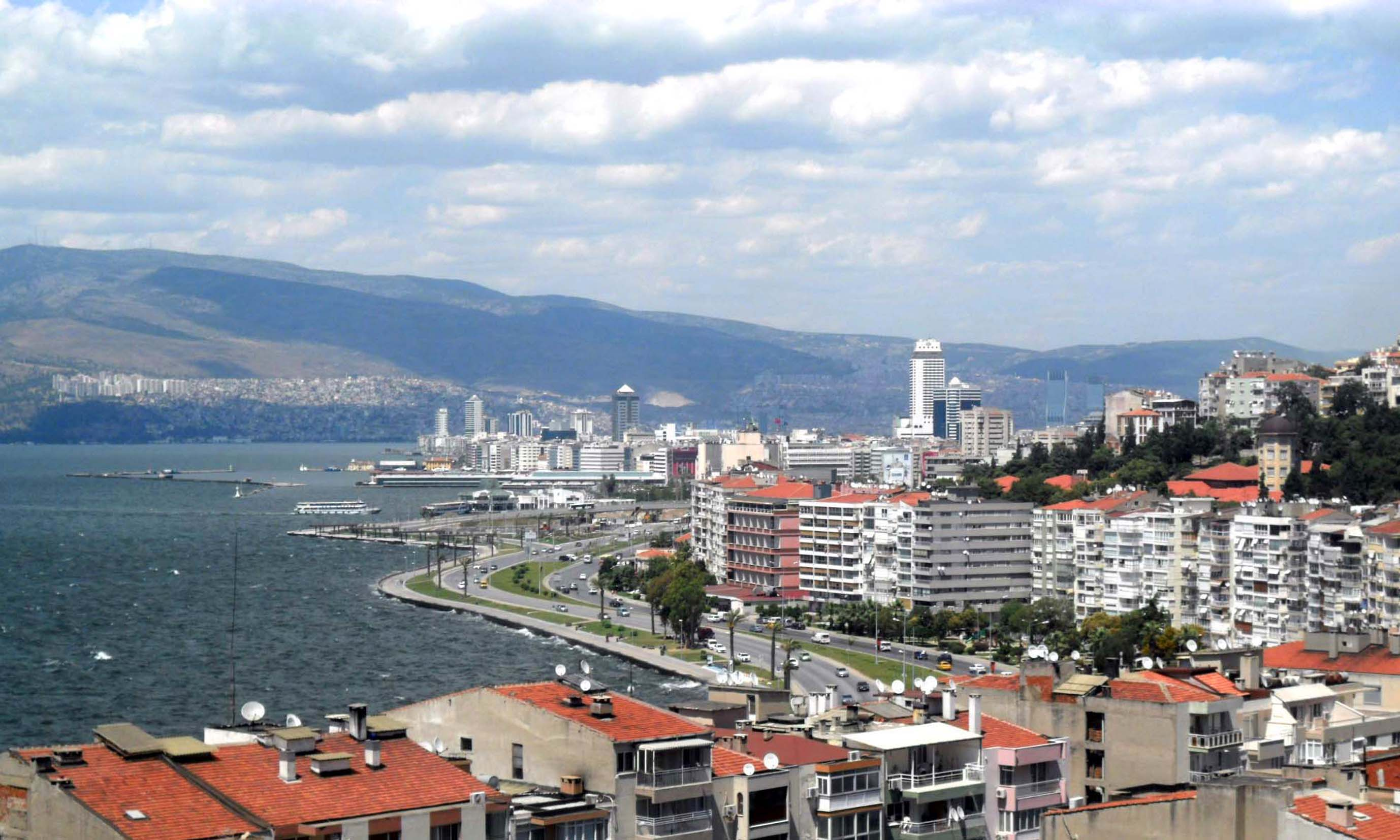

|  |  |  |